# Wilhelm von Barby
Wilhelm Karl August Philipp Bernhard von Barby (* 8. Oktober 1795 in Loburg; † 3. Juli 1883 ebenda) war ein preußischer Generalleutnant.

## Leben

### Herkunft
Er war der Sohn von Friedrich August Karl von Barby (1768–1835) und dessen Ehefrau Karoline, geborene von Wulffen (1774–1848) aus dem Hause Grabow. Sein Vater war preußischer Rittmeister und Herr auf Loburg. Der spätere preußische Generalmajor Friedrich von Barby (1801–1871) war sein Bruder.

### Militärkarriere
Barby besuchte die Universität Halle und trat am 16. Januar 1812 als Junker in das Regiment der Gardes du Corps der Preußischen Armee ein. Dort wurde er am 16. Februar 1813 zum Sekondeleutnant befördert und zu Beginn der Befreiungskriege gegen Napoleon in der Schlacht bei Großgörschen schwer verwundet.
Nach dem Zweiten Pariser Frieden avancierte er bis Ende März 1834 zum Major und war ab 20. April 1838 als etatmäßiger Stabsoffizier in seinem Regiment tätig. Zeitgleich mit seiner Beförderung zum Oberstleutnant beauftragte man Barby am 7. April 1842 mit der Führung des 2. Kürassier-Regiments (gen. Königin) in Pasewalk. Am 10. Januar 1843 erfolgte seine Ernennung zum Regimentskommandeur und in dieser Stellung wurde er am 22. März 1845 zum Oberst befördert. Barby fungierte ab 13. Mai 1848 als Kommandeur der 6. Kavallerie-Brigade in Torgau und stieg am 19. April 1851 zum Generalmajor auf. Unter Verleihung des Charakters als Generalleutnant bewilligte man ihm am 5. Juli 1854 mit Pension seinen Abschied.
Anlässlich der Krönung von Wilhelm I. zum König von Preußen erhielt er am 18. Oktober 1861 den Stern zum Roten Adlerorden II. Klasse mit Eichenlaub. Barby war Rechtsritter des Johanniterordens. Sein Besitztum war das Rittergut Loburg I mit dem Barbyschen Gutshaus.

### Familie
Er hatte sich am 2. Mai 1819 in Potsdam mit Pauline Clementine Ulrike von Wulffen (1800–1880) verheiratet, der Tochter des Rittmeisters im Regiment der Gardes du Corps Ludolf von Wulffen und dessen Ehefrau Caroline geborene von Rauch. Aus der Ehe gingen folgende Kinder hervor:
- Adalbert (1820–1905), preußischer General der Kavallerie, Erbe von Loburg I
- Rudolf (1821–1906), preußischer Generalleutnant
- Hedwig (1824–1854) ⚭ Emil von Albedyll (1824–1897), preußischer General der Kavallerie und Chef des Militärkabinetts Kaiser Wilhelms I. und Friedrichs III.
- Wilhelm Paul (* 1840), preußischer Oberst, Ritter des Johanniterordens